# Alina Talaj
Alina Henadzieŭna Talaj (belarusiska: Аліна Генадзеўна Талай), född 14 maj 1989 i Orsja Vitryska SSR i Sovjetunionen, är en belarusisk friidrottare som tävlar i 100 meter häck. 
Hon har bland annat ett brons i distansen från VM 2015 i Peking och ett guld på 60 meter häck från Inomhus-EM 2015 i Prag. 